# هکس (مجموعه تلویزیونی)
هکس (انگلیسی: Hex) یک مجموعه تلویزیونی بریتانیایی است که مابین سال‌های ۲۰۰۴ تا ۲۰۰۵ از شبکهٔ اسکای۱ پخش شد.

## گزیدهٔ بازیگران
- مایکل فاسبندر در نقش عزازیل
- کریستینا کول
- جمایما روپر
- لورا پایپر
- آنا ویلسون-جونز
- کالین سالمون
- جوزف مورگان
- زوئی تپر
- سم تراتون
- رونان ویبرت
- لارا دانلی
- آناتولی تاوبمان